# Сен-Марсель-ан-Марсийя
Сен-Марсе́ль-ан-Марсийя́ (фр. Saint-Marcel-en-Marcillat) — коммуна во Франции, находится в регионе Овернь. Департамент коммуны — Алье. Входит в состав кантона Марсийя-ан-Комбрай. Округ коммуны — Монлюсон.
Код INSEE коммуны — 03244.

## Население
Население коммуны на 2008 год составляло 145 человек.
| 1962 | 1968 | 1975 | 1982 | 1990 | 1999 | 2008 |
| ---- | ---- | ---- | ---- | ---- | ---- | ---- |
| 255  | 264  | 234  | 186  | 188  | 138  | 145  |

## Экономика
В 2007 году среди 75 человек в трудоспособном возрасте (15—64 лет) 54 были экономически активными, 21 — неактивными (показатель активности — 72,0 %, в 1999 году было 60,0 %). Из 54 активных работали 51 человек (29 мужчин и 22 женщины), безработными были 3 женщины. Среди 21 неактивного 4 человека были учениками или студентами, 9 — пенсионерами, 8 были неактивными по другим причинам.

## Достопримечательности
- Церковь Сен-Марсель (1769 год)
- Деревянный алтарь в церкви